# Giovanni Peragine

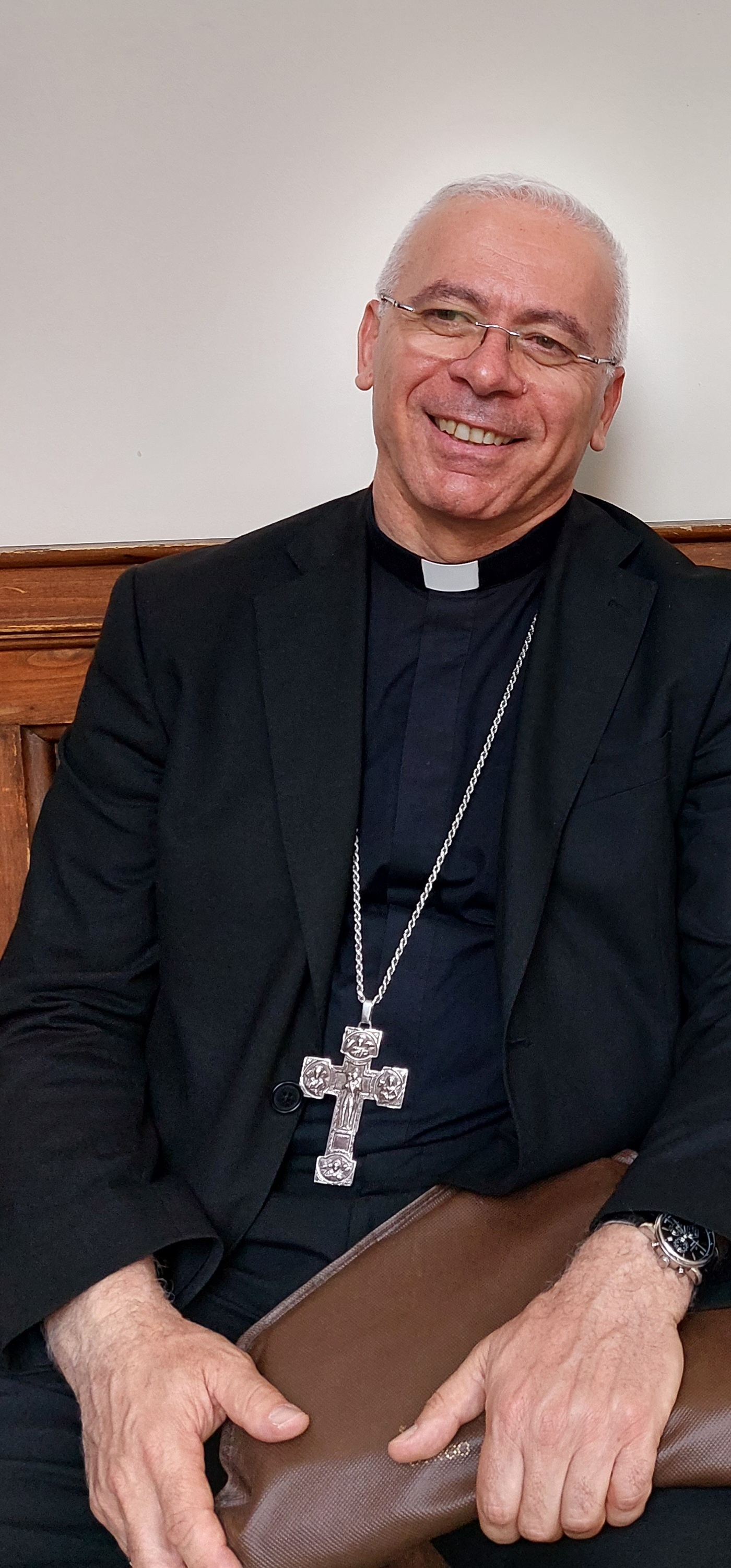
Bischof Giovanni Peragine, am 27. Mai 2023 in Mailand

Wappen von Giovanni Peragine

Giovanni Peragine CRSP (* 25. Juni 1965 in Altamura, Italien) ist ein italienischer römisch-katholischer Ordensgeistlicher und Erzbischof von Shkodra-Pult.

## Leben
Giovanni Peragine trat am 15. September 1983 der Ordensgemeinschaft der Barnabiten bei und legte am 23. September 1984 die zeitliche Profess ab. Am 17. November 1991 legte Peragine die ewige Profess ab. Er empfing am 10. März 1993 das Sakrament der Priesterweihe.
Am 15. Juni 2017 ernannte ihn Papst Franziskus zum Titularbischof von Phoenice und zum Apostolischen Administrator von Südalbanien. Am 7. September desselben Jahres wurde er von George Anthony Frendo, Erzbischof von Tirana-Durrës, zum Bischof geweiht. Mitkonsekratoren waren Charles John Brown, Titularerzbischof von Aquileia und Apostolischer Nuntius in Albanien, und sein Amtsvorgänger Hil Kabashi, Titularbischof von Turres in Byzacena.
Peragine wurde am 8. Januar 2025 in Nachfolge von Angelo Massafra OFM, dessen altersbedingtes Rücktrittsgesuch am selben Tag angenommen worden war, Erzbischof von Shkodra-Pult.